# Aydın
Aydın (în greacă Τράλλεις, romanizat Tralleis) este un oraș din Turcia.